# Mündener Convent forstakademischer Verbindungen
Der Mündener Convent forstakademischer Verbindungen (MC) ist ein 1887 gegründeter Dachverband von Studentenverbindungen. Er besteht aus fünf ursprünglich in Hannoversch Münden entstandenen Verbindungen, welche seit 1970 aufgrund des Umzugs der zur Georgia Augusta gehörigen Forstlichen Fakultät nach Göttingen, heute allesamt ihren Sitz in dieser Studentenstadt haben. Die als Forstverbindungen gestifteten Mündener Gesellschaften nehmen gleichwohl Studenten aller Fakultäten der Georg-August-Universität Göttingen auf.

## Geschichte des Mündener Convents (MC)
Der ursprünglich als Mündener Senioren-Convent (Mündener SC) ausgerufene Dachverband wurde am Ende des Wintersemesters 1886/1887 durch die ATG, die Tanne, die Freia und die später mit Freia fusionierte FAG Hubertia an der Königlich Preußischen Forstakademie Hannoversch Münden gestiftet. Seit der Gründung der Akademischen Feldjägergesellschaft 1919 gehört auch diese Gesellschaft dem MC an. Während der NS-Zeit mussten auch die Mündener Verbindungen ihren aktiven Betrieb einstellen. Stattdessen betreuten die Altherrenschaften der Tanne, Freia, Hubertia, Burschenschaft Saxonia sowie die katholischen Verbindungen Rheno-Guestfalia und Weserhorst eine gemeinsame Kameradschaft Hermann Göring im NSDStB.  Die Altherrenschaft des Corps Saxonia dagegen unterstützte eine eigene Kameradschaft, die den Namen "Bismarck" trug. Nach dem Zweiten Weltkrieg wurde infolge der Rekonstitution der drei alten Gesellschaften auch der Mündener Convent (unter seinem heutigen Namen) wieder begründet. Einbezogen wurde hierbei, neben den alten Gesellschaften und den Feldjägern, erstmals auch die Rheno-Guestfalia.
Zum MC gehören heute folgende Verbindungen (nach Gründungsdatum):
- Andree’sche Tischgesellschaft (ATG) Münden zu Göttingen (1868),
- Mündener Gesellschaft (MG) Tanne (1871),
- Forstakademische Gesellschaft (FAG) Freia (1879),
- Akademische Vereinigung Feldjäger (AVF) (1919) und
- FAV Rheno-Guestfalia (Hann. Münden) zu Göttingen im CV (1927)

### Andree’sche Tischgesellschaft, Tanne und Freia

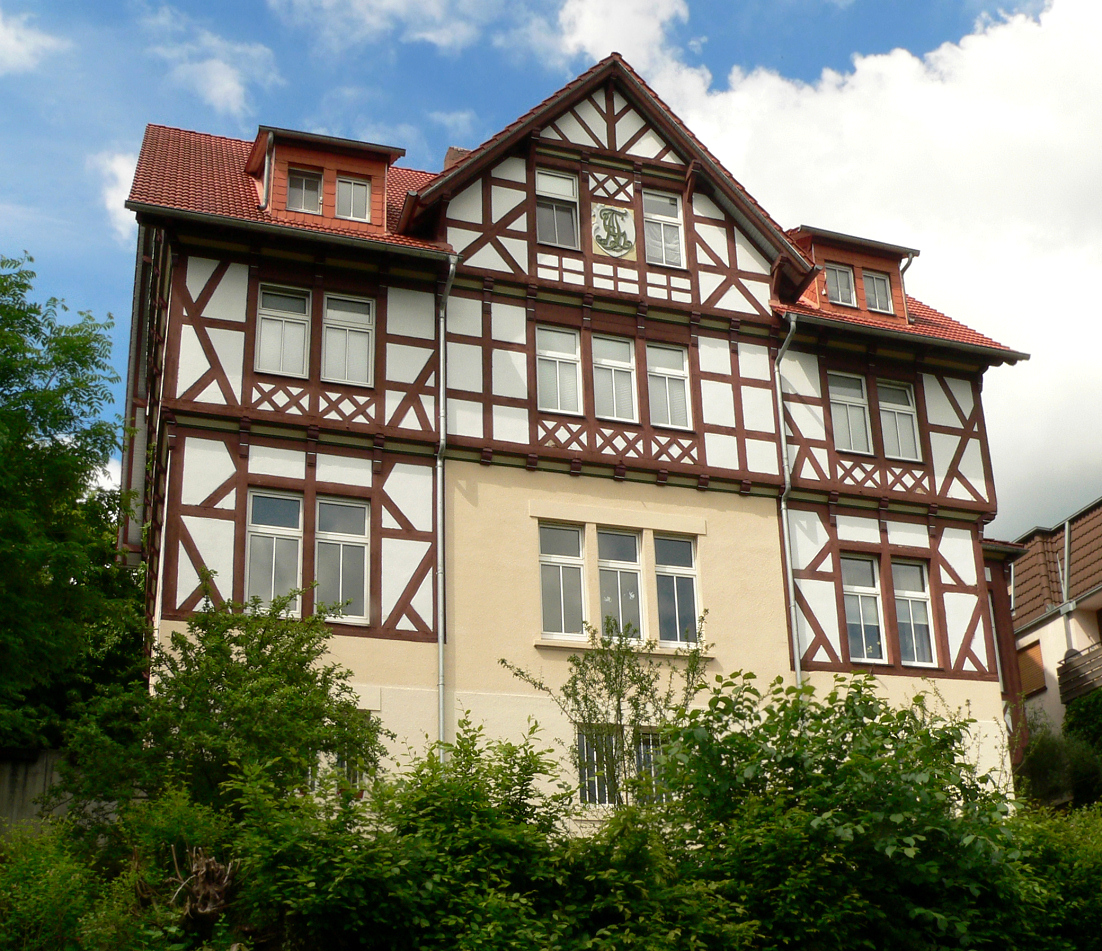
Früheres Verbindungshaus der Andree’schen Tischgesellschaft

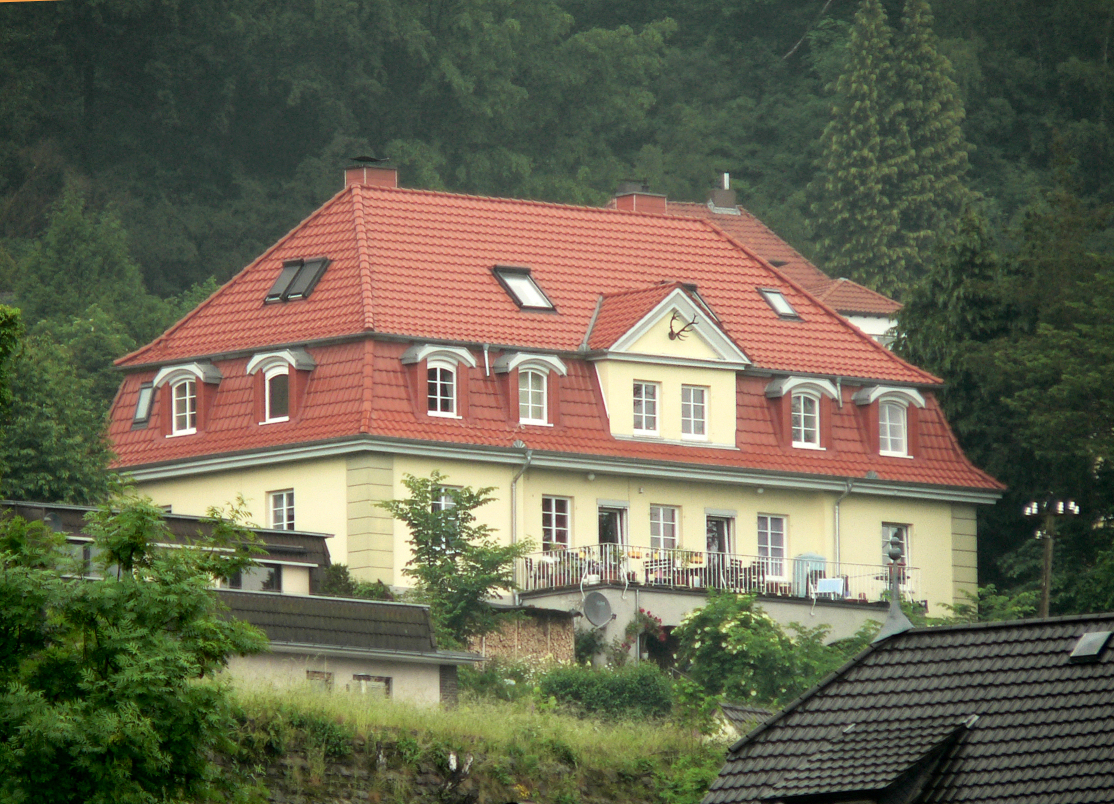
Früheres Verbindungshaus der Mündener Gesellschaft Tanne

Die drei zu Zeiten des Königreichs Preußen entstandenen Verbindungen ATG, Tanne und Freia tragen bis heute keine Farben, weil in der damaligen Zeit Forststudenten bereits Angehörige der Preußischen Staatsforstverwaltung waren und in dieser Funktion unter anderem die preußische Forstuniform trugen und dem Akademiedirektor als Dienstvorgesetzten unterstanden. Den Studenten waren sowohl das Fechten von Bestimmungsmensuren, als auch das Farbentragen nicht gestattet. Da die drei alten Mündener Forstverbindungen gleichwohl Satisfaktion gaben, fochten sie als Waffenbeleger bei den Corps des Göttinger Senioren-Convents, die sie teilweise auch einpaukten. Aus diesem Umstand entwickelten sich bis heute teilweise noch fortbestehende Freundschaftsverhältnisse:
- Andree’sche Tischgesellschaft mit dem Corps Brunsviga
- MG Tanne mit dem Corps Bremensia  (Freundschaftsverhältnis 1987 aufgelöst)
- FAG Freia mit dem Corps Hannovera

Diese Freundschaften gehen teilweise bis zur Zeit des Deutsch-Französischen Krieges zurück.
Die Benennung der Andree’schen Tischgesellschaft geht auf den über der Werra liegenden Andreesberg (auch Questenberg) als Gründungsort zurück. Am Berg befand sich früher das Ausflugslokal und Hotel Andree’s Berggarten, das von Studenten und Bürgerschaft gern und häufig besucht wurde.

### Akademische Vereinigung Feldjäger
Die „Akademische Vereinigung Feldjäger“ wurde als Traditionsnachfolger des 1740 aufgestellten und 1919 im Rahmen der Ausführung der Bestimmungen des Versailler Vertrages aufgelösten Königlich Preußischen Reitenden Feldjägerkorps, kurz „RFC“, gegründet. Der Begriff „Feldjäger“ im Namen des RFC hatte nichts mit Militärpolizei zu tun, sondern bezeichnete eine militärische Eliteeinheit der Kavallerie in Preußen, welche sich meist aus Forstleuten rekrutierte. Das reitende Feldjägercorps wurde in der preußischen Armee vor allem für Kurier- und Aufklärungsdienste aufgestellt und hatte keine spezifischen Polizeiaufgaben.
Bereits zu Bestehenszeiten umfasste der Dienst im RFC, neben der militärischen Komponente, ein forstlich geprägtes Studium. Diese akademische Tradition des „RFC“ wurde nach der Auflösung des aktiven Corps 1919 durch die sogenannten „Akademischen Feldjägergesellschaften“ weitergeführt. Die erste „Akademischen Feldjägergesellschaft“ (AFG) wurde 1919 in Eberswalde gegründet, welche dann in Hannoversch Münden und seit 1970 in Göttingen weitergeführt wurde. Zu den Gründungsmitgliedern in Eberswalde gehörte 1919 unter anderen der spätere Oberforstmeister Friedrich Samwer (ATG). Als Traditionsnachfolger des Königlich Preußischen Reitenden Feldjäger Corps (RFC) und der „Akademischen Feldjägergesellschaften“ (AFG) besteht heute noch die Akademische Vereinigung Feldjäger (AVF) in Göttingen und ihr Förderverein, der Feldjägerverein.

### Rheno-Guestfalia
Die Rheno-Guestfalia bildet als Mitglied im traditionell farbentragenden Cartellverband katholischer deutscher Studentenverbindungen (CV) eine Ausnahme.

### Andree’sche Tischgesellschaft, Corps Saxonia

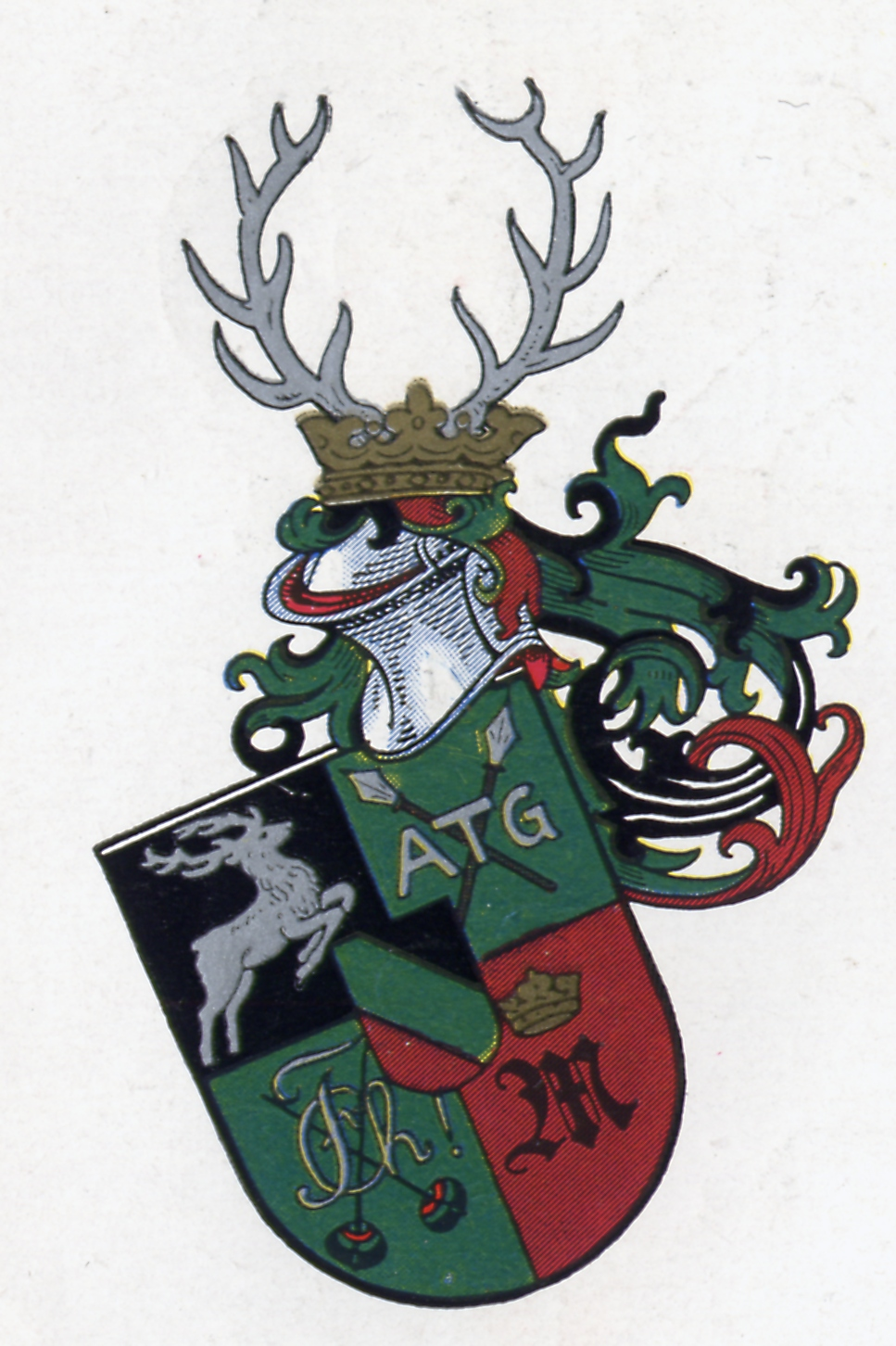
Cheruscia/ATG

Die Andree’sche Tischgesellschaft beschloss 1927 als Corps dem KSCV beizutreten, nachdem die Akademie 1923 in eine Forstliche Hochschule mit Rektoratsverfassung und Promotionsrecht umgewandelt worden war und damit eine gewisse Liberalisierung des studentischen Lebens einher ging. Die ATG hatte dazu zwei Semester lang unter dem Namen Cheruscia beim Gießener Senioren-Convent renonciert und 26 Partien geschlagen. Beim Kösener Congress 1930 wurde, obwohl die Renoncierung im Jahre zuvor einstimmig gebilligt worden war, ihr Aufnahmeantrag nach siebenstündiger Debatte mit 17:13 SC-Stimmen abgelehnt. Um eine große Blamage zu vermeiden, erschien der (sofortige) Anschluss an ein suspendiertes Corps als einziger Ausweg. Bei dem hohen Ansehen der ATG war eine Fusion auch für das in Hamburg suspendierte Pépinière-Corps Saxonia eine überraschende und hochwillkommene Gelegenheit zur Rekonstitution. Am 25. Juli 1930 erklärte sich die Cheruscia (ATG) zum freien Corps und suspendierte. Am selben Abend nahm der FCC der Saxonia die 15 Aktiven der suspendierten Cheruscia als Füchse auf und verlieh fünf Alten Herren der ATG, die auch Kösener Corpsstudenten waren, das Sachsenband. In Hann. Münden entstand das erste Kösener Corps.